# Ukemochi Corona
Ukemochi Corona est une corona, formation géologique en forme de couronne, située sur la planète Vénus par -39° S et 296,1° E. Elle est localisée dans le quadrangle de Themis Regio. Elle a été nommée en référence à Ukemochi, déesse japonaise de la fertilité (religion shintoiste).

## Géographie et géologie
Ukemochi Corona couvre une surface circulaire d'environ 300 km de diamètre. 